# 彭期生
彭期生（1593年—1646年），號觀我。浙江海寧衛（海鹽縣）官籍直隸滁州全椒縣人，明末官員。

## 生平
萬曆四十三年（1615年）乙卯科應天府鄉試舉人，四十四年（1616年）中丙辰科三甲進士，刑部觀政，授徽州府教授，天啓元年升國子監博士，二年升工部都水司主事，四年管节慎库，升员外郎，五年升郎中，差管儀真南河，六年升長沙知府，本年調揚州知府，因乡籍回避，改補南昌知府。崇禎初年，任濟南府知府，因囚犯逃跑牽連，謫官布政司照磨，移應天府推官，轉南京兵部主事，進郎中。
崇禎十六年（1643年），張獻忠亂江西，彭期生遷任湖西兵備僉事，駐吉安。吉安失守後，轉至贛州，偕楊廷麟招降張安等，加太常寺卿，仍管理兵備事宜。隆武二年（清順治三年，1646年）十月初四，清軍攻破吉安，彭期生冠帶自縊殉國。《明史》有傳。

## 家族
曾祖彭大年，指挥同知。祖彭绍贤，參將。父彭宗孟，見任湖廣御史。叔彭宗周，广西浔梧副总兵。兄彭長宜。

## 著作
工詩詞，有《弱水山人詩集》。